# Taxithelium alare
Taxithelium alare är en bladmossart som beskrevs av Brotherus 1908. Taxithelium alare ingår i släktet Taxithelium och familjen Sematophyllaceae. Inga underarter finns listade i Catalogue of Life.